# Домостроительный (микрорайон Перми)
 Домостроительный  — микрорайон (внутригородской посёлок) в Орджоникидзевском районе города Перми Пермского края России.

## География
Микрорайон находится на левом берегу Камы, ограничен улицами Песочная, Домостроительная (граница с микрорайоном Лёвшино), подъездными путями к станции Лёвшино (западная граница) и речкой Амбаркой (южная граница).

### Уличная сеть
Центральная улица микрорайона — улица Александра Щербакова. Параллельно ей проходят улицы Песочная, Белозерская улица и, частично, Домостроительная. Перпендикулярно Валёжная, Оргалитовая, Кавказская, героя Васькина, Перевалочная, Лоцманская, Верхоянская, Осиновая, Серго, Верхневолжская. По западной оконечности микрорайона идет улица Первомайская.

## История
Первые дома в бывшем поселке домостроительного комбината появились ещё в 1938 году по улице Дегтярная (ныне упразднена). К 1940 году появились ещё улицы Амбарская и Пожвинская (ныне упразднена). Основное строительство началось в конце 1940-х годов частично силами немецких военнопленных. В 1953 году был построен клуб ПДК (ныне дворец культуры им. Пушкина).

## Промышленность
В ближайших окрестностях микрорайона находятся Пермский домостроительный комбинат, основанный в 1948 году, и железнодорожная станция Лёвшино.

## Образование
Школа № 45.

## Транспорт
Микрорайон связан с другими частями города автобусными маршрутами №: 73, 77, 22, 32.